# Chaumont-Gistoux
Chaumont-Gistoux (en való Tchåmont-Djistou) és un municipi belga del Brabant Való a la regió valona. Comprèn les localitats de Bonlez, Chaumont, Corroy-le-Grand, Dion-le-Mont, Dion-le-Val, Gistoux, Longueville i Vieusart. L'1 de gener del 2024 tenia 11.815 habitants.